# Ким, Владимир Васильевич (академик)
Влади́мир Васи́льевич Ким (25 сентября 1929, Бикин, Дальневосточный край, РСФСР, СССР — 8 апреля 2021, Ташкент, Узбекистан) — советский и узбекский учёный-экономист, доктор экономических наук (1972), профессор (1973), академик Академии наук Узбекистана (2000). Заслуженный деятель науки Узбекской ССР (1981).

## Биография
Родился 25 сентября 1929 года в посёлке Бикин Дальневосточного края. В 1937 году вместе с семьёй был насильно переселён в Узбекистан, в Нижнечирчикский район Ташкентской области. В 1950 году окончил с отличием Ташкентский финансово-экономический институт, работал по распределению контролёром-ревизором КРУ Министерства финансов СССР по Самаркандской области. В 1953 году поступил в очную аспирантуру Ташкентского института народного хозяйства. В 1961 году получил учёную степень кандидата экономических наук, тема кандидатской диссертации: «Доходность производства хлопка в колхозах», в 1972 году — учёную степень доктора экономических наук, тема докторской диссертации: «Эффективность общественного производства Узбекистана и проблемы её повышения», защита проходила в Ленинградском сельскохозяйственном институте. В 1973 году Владимиру Киму было присуждено учёное звание профессора. В 1979 году он был избран членом-корреспондентом Академии наук Узбекиской ССР. В 1981 году ему было присвоено почётное звание заслуженного деятеля науки Узбекской ССР. 
С 1956 по 1982 годы работал преподавателем, доцентом, заведующим кафедрой экономики в Ташкентском институте народного хозяйства, с 1982 по 1984 годы — учёным секретарём отделения философии, экономики и права АН Узбекской ССР. С 1985 по 1994 годы — проректором Ташкентского института народного хозяйства. С 1995 года — консультантом Ташкентского экономического института. В 2000 году был избран академиком АН Узбекистана. Научная работа посвящена повышению эффективности хлопкосеющих хозяйств Узбекистана, факторам экономического роста и его обеспечению в агропромышленном комплексе. Является автором более 120 публикаций, в числе которых пять монографий. Принимал активное участие в подготовке и проведении различных конференций, симпозиумов и семинаров. Являлся членом экспертного совета Высшей аттестационной комиссии Узбекистана по экономике.
Скончался 8 апреля 2021 года.

## Награды и звания
- Заслуженный деятель науки Узбекской ССР (1981)